# Csavarfelület

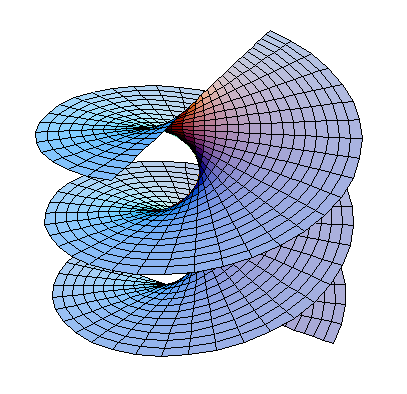
Csavarfelület

A szűkebb értelemben vett csavarfelület egy egyenes tengely mentén egyenletes sebességgel haladó és a tengely körül egyidejűleg egyenletes szögsebességgel forgó, a tengelyre merőleges egyenes által súrolt felület. A pontnak ezt a mozgását csavarmozgásnak nevezik.
A generáló egyenes minden pontja csavarvonalat ír le, vagyis a csavarfelület minden pontján át fektethető egy, a csavarfelületre illeszkedő csavarvonal. Ez a csavarfelület a sík és a katenoid mellett a harmadik minimálfelület. A csavarfelületet először Jean Baptiste Meusnier írta le 1776-ban, de már Arkhimédész ismerte.
A csavarfelület egyenes mozgatásával leírható görbe minden egyes pontjára található egy egyenes, mely a felületre illeszkedik. Az arkhimédészi csavar csavarfelület alakú, az egyetlen különbség, hogy a csavarfelület minden irányban végtelen. A csavarfelület derékszögű koordináta-rendszerben az alábbi parametrikus egyenlettel írható le:
{\displaystyle x=\rho \cos(\alpha \theta ),\ }
{\displaystyle y=\rho \sin(\alpha \theta ),\ }
{\displaystyle z=\theta ,\ }
ahol ρ és θ mínusz végtelentől plusz végtelenig értelmezett, α állandó. Ha α pozitív, a csavarfelület jobbsodrású, ha negatív, balsodrású. (Jobbsodrású egy csavar, ha az óramutató járása irányába csavarva tőlünk elmozdul, vagyis becsavarodik.)
A csavarfelület az {\displaystyle \mathbb {R} ^{2}} síkkal homeomorf. Erről úgy lehet meggyőződni, ha az α értékét nulláig csökkentjük. Minden α értékhez más csavarfelület tartozik (a csökkentéssel egyre kisebb menetemelkedésű, egyre laposabb), míg síkká nem torzul. (A síkot degenerált csavarfelületként is lehet értelmezni.)

## Általános csavarfelületek
Ha egy tengely körül nem rá merőleges egyenes, hanem más görbe végez csavarmozgást, a súrolt felületet általánosított csavarfelületnek hívják. Ilyen csavarfelület a műszaki gyakorlatban igen gyakori, például a csigafúrók, ferdefogú fogaskerekek, csigakerekek, csavarok tartalmaznak ilyen felületeket.

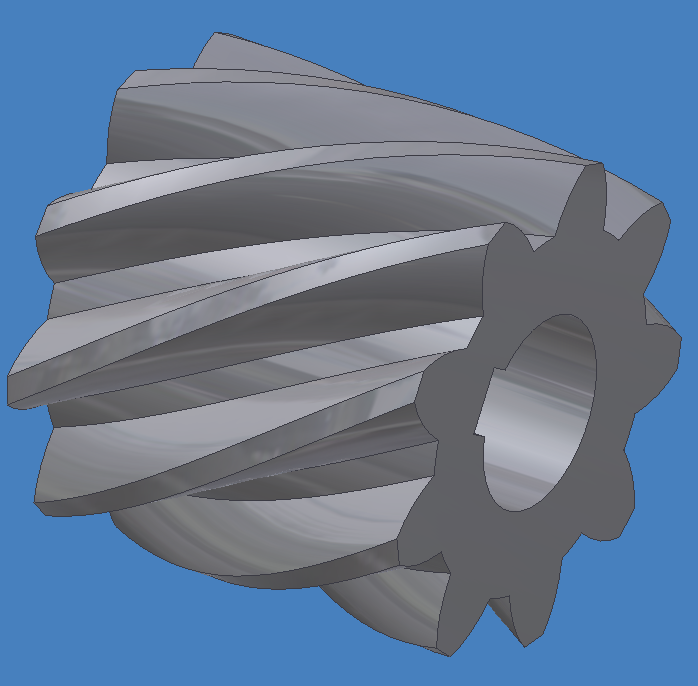
Ferdefogú fogaskerék